# Microcebus macarthurii
Microcebus macarthurii är en art i släktet musmakier som förekommer på nordöstra Madagaskar. Artepitet i det vetenskapliga namnet hedrar en stiftelse från USA (MacArthur Foundation) som gav forskarlaget stöd.
Denna musmaki når en kroppslängd (huvud och bål) av 11 till 12 cm, en svanslängd av ungefär 15 cm och en genomsnittlig vikt av 53 g. Ovansidan är främst orangebrun och kring ögonen förekommer mörkbruna områden. Andra delar av huvudet är rödbruna och Microcebus macarthurii har en lodrätt vit strimma mellan ögonen. Undersidan är täckt av gulorange päls som blir mer krämfärgad på strupen och kring könsdelarna.
Arten har en större population kring berget Makira samt en liten population på ön Nosy Mangabe. Djuret lever i delar av regionen tillsammans med Microcebus mittermeieri. Individerna vistas i regnskogar i låglandet. Nästan inget är känt om levnadssättet.
Beståndet hotas av landskapsförändringar när skogarna omvandlas till jordbruksmark eller när de röjas i samband med skogsbruk. Några exemplar jagas för köttets skull. IUCN listar arten som starkt hotad (EN).